# Rozchodnik kamczacki
Rozchodnik kamczacki (Phedimus kamtschaticus) – gatunek rośliny z rodziny gruboszowatych. Pochodzi z Azji (wschodnia część Rosji, Chiny, Japonia). Jest uprawiany w wielu krajach świata jako roślina ozdobna. Ozdobne są również owoce.

## Morfologia

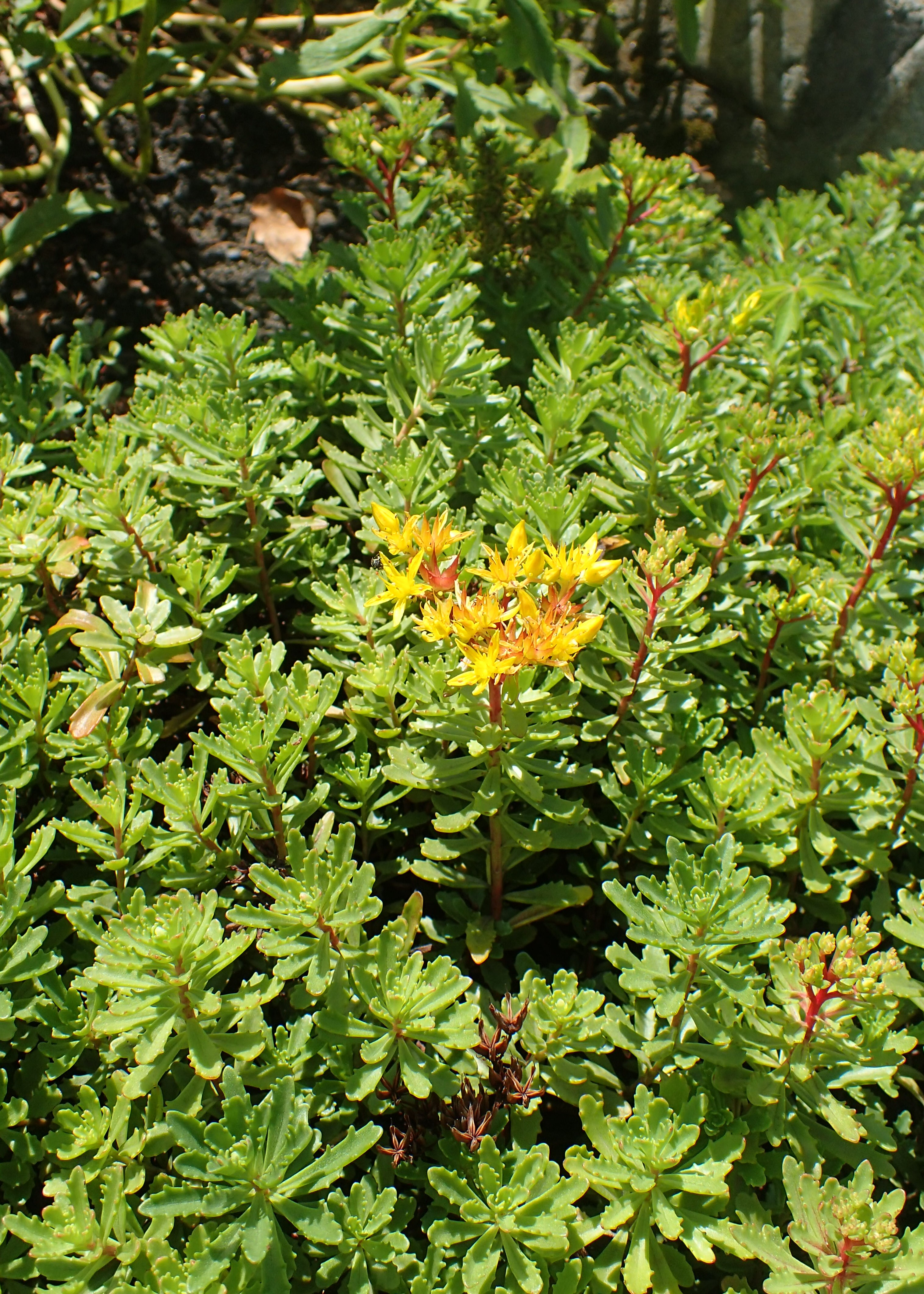
Pokrój

PokrójBylina o płożących się, zimozielonych, mięsistych pędach. Dorasta do 10–20 cm wysokości.
LiścieUlistnienie skrętoległe, blaszki mięsiste, lancetowate i wyraźnie ząbkowane.
Kwiaty5-płatkowe, żółte, liczne.
W uprawie oprócz typowej formy gatunku występują odmiany, np. 'Variegatum' o biało obrzeżonych liściach, 'Weihenstphaner Gold' o pędach wspinających się i kwiatach przebarwiających się podczas przekwitania na pomarańczowo. 

## Zastosowanie i uprawa
Nadaje się do ogrodów skalnych, szczególnie na murki i skarpy. W miejscach słonecznych i suchych rozchodnik ten może być użyty zamiast trawy do zazielenienia mniejszych powierzchni jako roślina okrywowa. Najlepiej rozmnażać go poprzez sadzonki, można też poprzez nasiona. Rozsadzać można go przez cały rok. Nie ma specjalnych wymagań co do gleby, natomiast wymaga stanowiska słonecznego. Jako sukulent dobrze znosi suszę. 